# NGC 806
NGC 806 là một thiên hà xoắn ốc cách Trái Đất khoảng 166 triệu năm ánh sáng trong chòm sao Kình Ngư. Nó được nhà thiên văn học người Mỹ Lewis A. Swift phát hiện vào ngày 1 tháng 11 năm 1886 với khúc xạ 16 tại Đài quan sát Warner.